# Plessow
Plessow ist ein Wohnplatz der Stadt Werder (Havel)  westlich des Stadtgebietes, getrennt durch den Großen Plessower See. Plessow wiederum gehört zum Ortsteil Plötzin von Werder. Das Dorf wurde um 1179 erstmals urkundlich erwähnt.

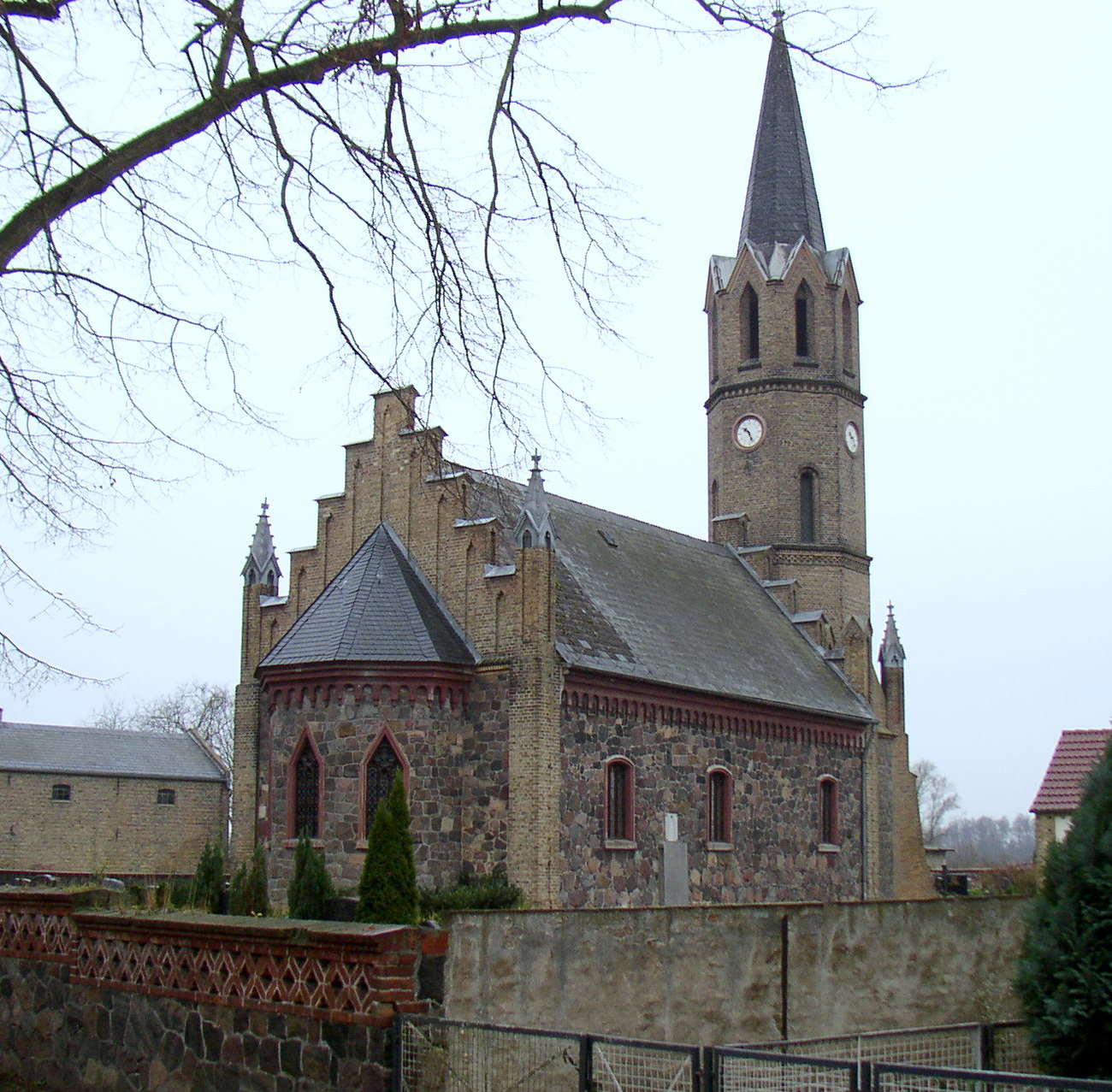
Dorfkirche Plessow. Nordansicht

## Geschichte
Viele Generationen vor der ersten urkundlichen Erwähnung siedelten auf der Landzunge in den See slawische Siedler und errichteten eine Dorfstelle, die sie pleso nannten. Diese Bezeichnung steht für „Weite des Wassers / offene Stelle des Wassers“ aus einer urslawischen Sprache. Ihre Nachkommen errichteten gemeinsam mit deutschen Kolonisten landeinwärts ein Dorf und eine Holzkirche. Plessow war vermutlich seit 1290 im Besitz der Familie von Rochow auf Golzow. Die Kirchengemeinde wurde 1287 durch den Bischof Heidenreich von Brandenburg mit der von Plötzin vereinigt und die Plessower Kirche damit zur Filialkirche. Die Holzkirchenbauwerke gingen durch Brand verloren. Im Landbuch Kaiser Karls IV. von 1375 wird der Plessower Besitz mit 12 Hufen angegeben. Bis 1520, als Hans VII. von Rochow (1467–1520) seinen Besitz unter vier Söhnen aufteilte, blieb Plessow in Verwaltung des Stammsitzes Golzow. Erst ab 1529 wird Plessow unter Hans X. von Rochow als Rittergut und selbständiger Herrschaftssitz geführt. Die anderen drei Söhne bildeten die Linien Golzow, Reckahn und Gollwitz. In Plessow führte fortan Hans XIII., welcher die erste massive Patronatskirche errichten ließ, das Regime. Er kämpfte als Protestant in den Hugenottenkriegen und nahm Ende des 16. Jahrhunderts das väterliche Gut in Besitz. Sein Sohn Hans XIV. von Rochow wiederum führte die Gutsgeschäfte nach seinem Tod weiter. Über bauliche Aktivitäten derer von Rochow auf Plessow wird erst ab 1624 berichtet.
Im Dorf stehen die Kirche, das Herrenhaus und zwei Gehöfte mit Stallungen und Bauerngarten auf der Liste der Baudenkmale in Werder (Havel).
Nördlich des ehemaligen Gutsgeländes zweigt von der Plessower Hauptstraße nach Osten die Straße Zum Weinberg ab. Der Name ist ein weiterer Hinweis auf den früheren Weinbau auch in dieser Gegend.

## Herrenhaus

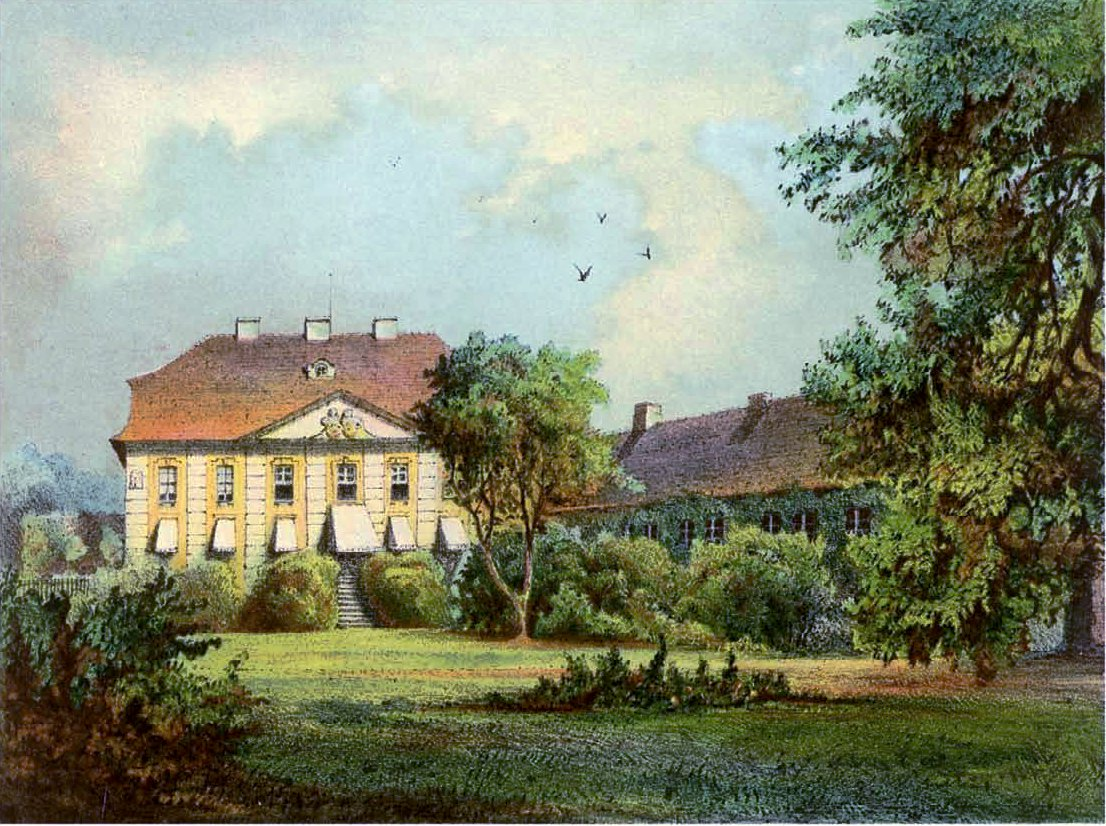
Gutshaus Plessow um 1859/60, Sammlung Alexander Duncker

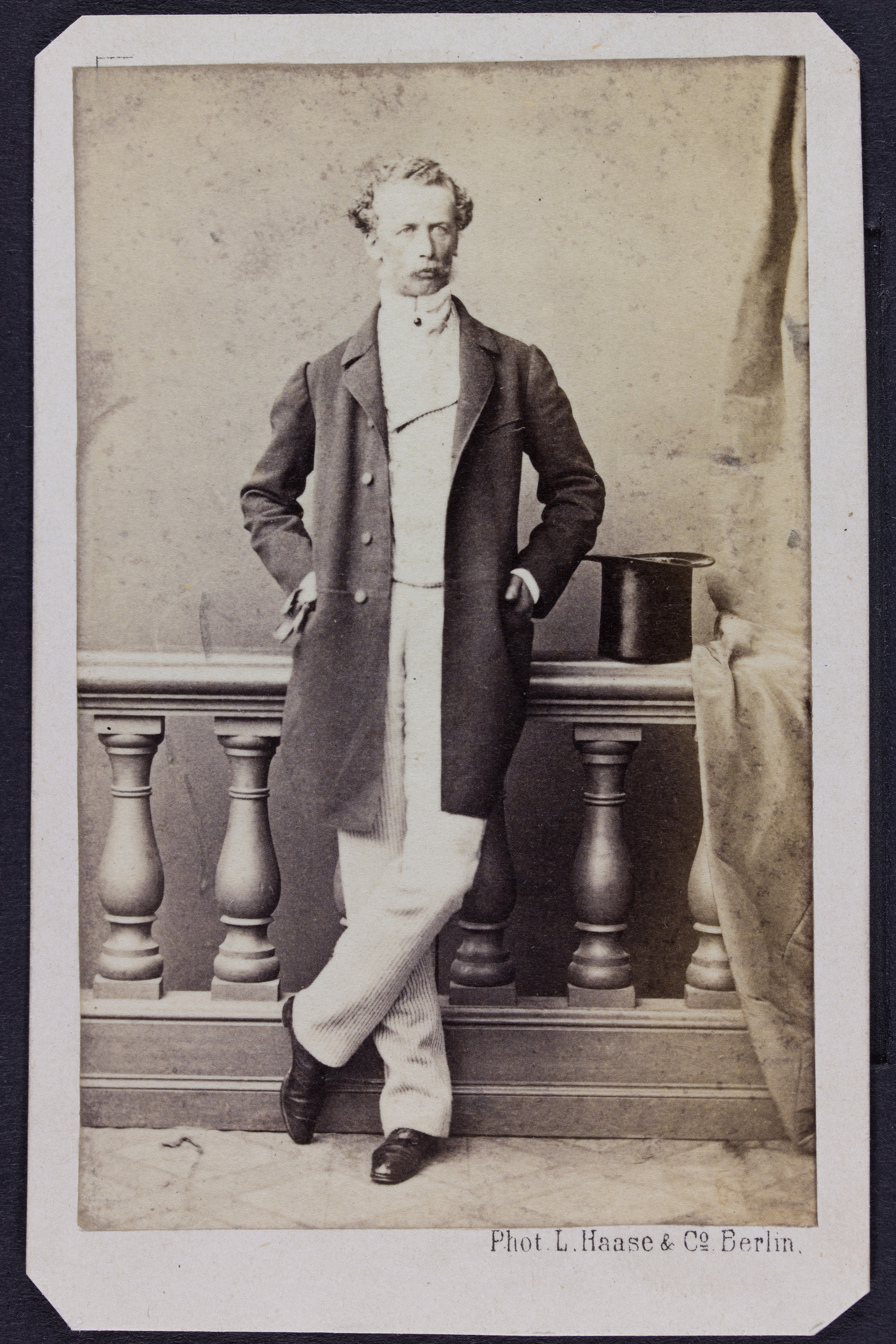
Hans von Rochow-Plessow, um 1877. Leopold Haase & Comp. Berlin. Fotothek Sammlung Stiftung Stadtmuseum Berlin

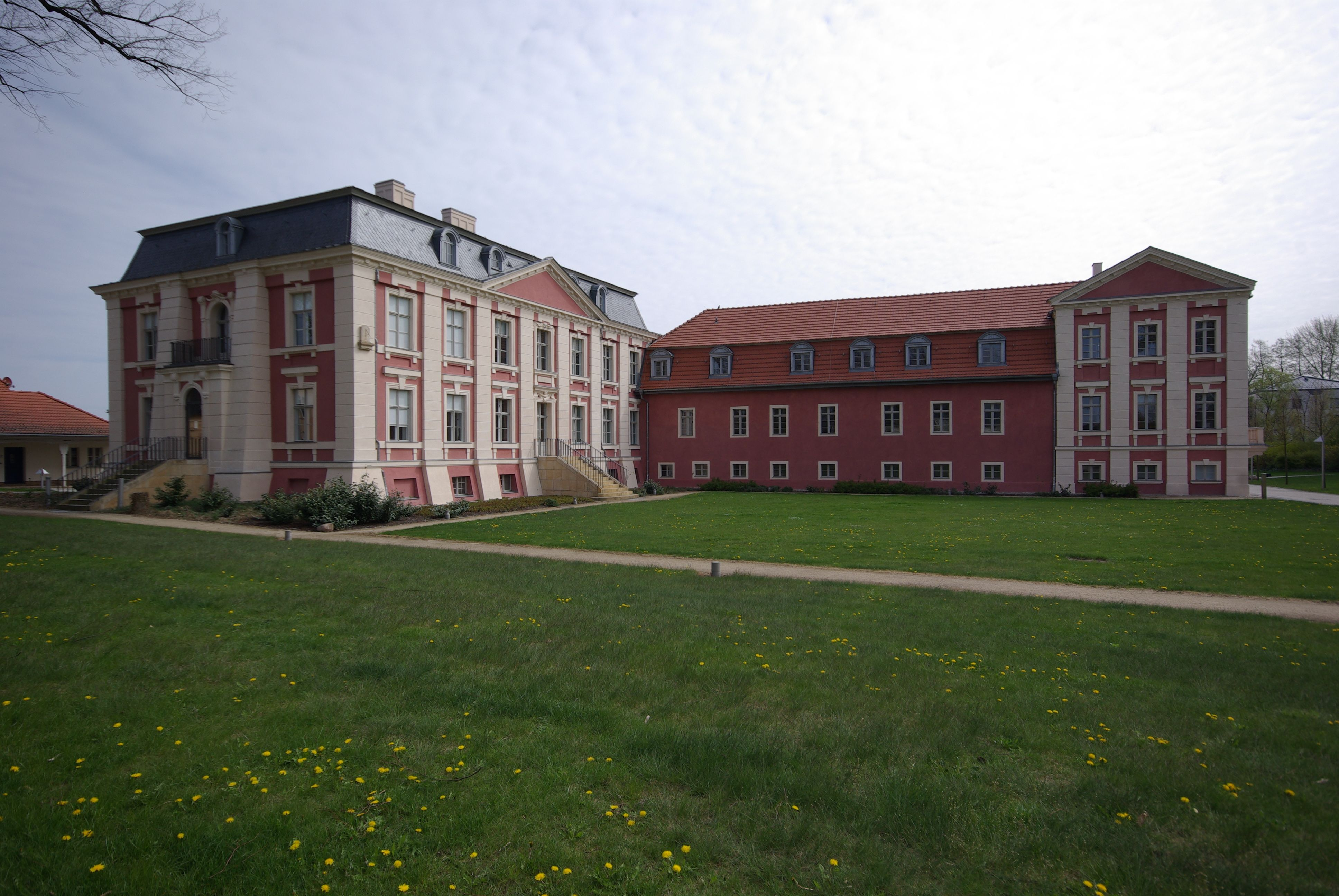
Das Gutshaus

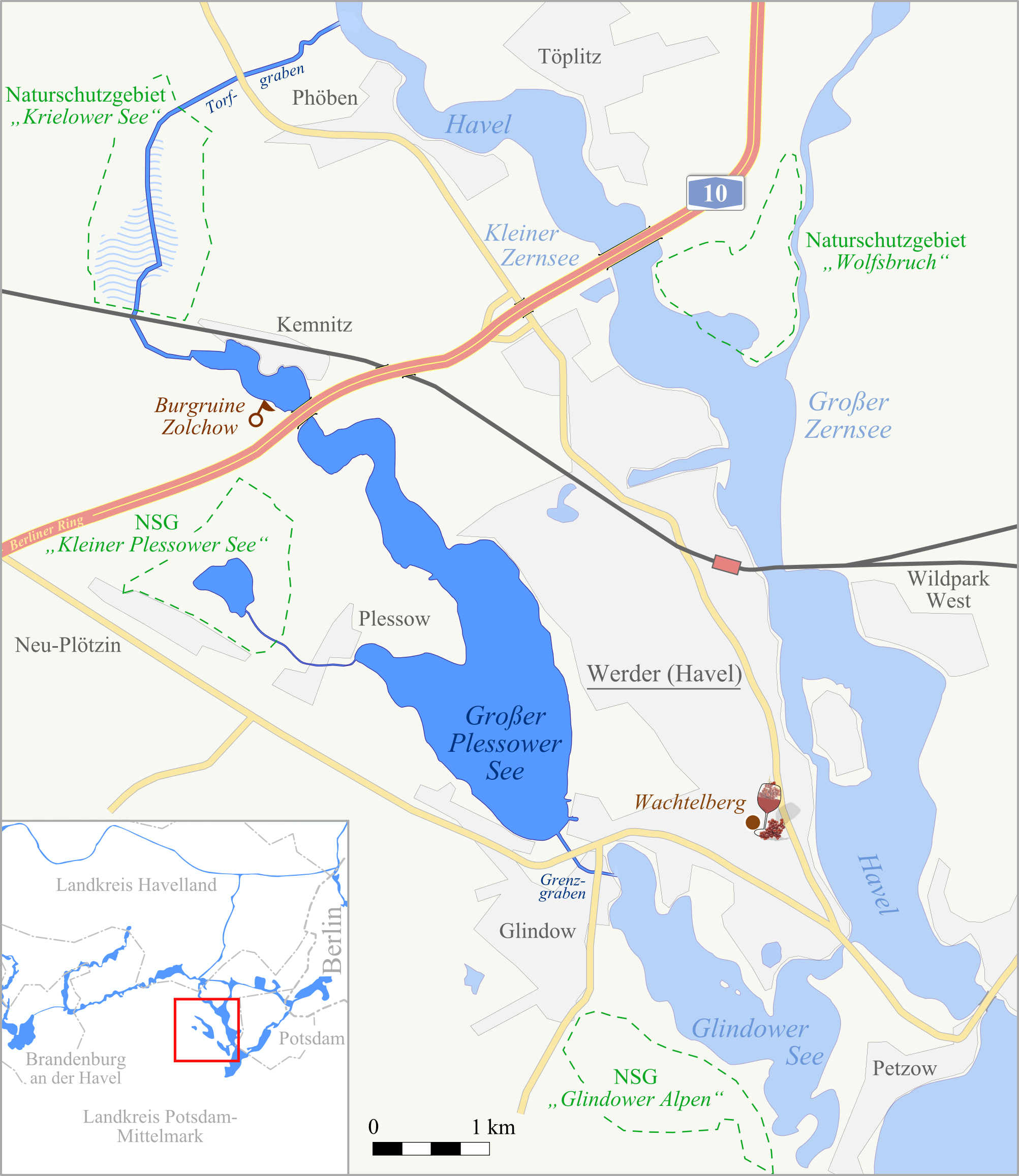

Dem allgemeinen Trend im 18. Jahrhundert folgend, entschloss sich, den eigenen Besitztümern entsprechend, Friedrich Ludwig V. von Rochow (1745–1808) im Ort ein standesgemäßes Schloss oder Herrenhaus zu bauen. Teile der vorhandenen Vorgängerbauwerke sollten in den Erweiterungsbau eingefügt werden.
Über Vorgängerbauwerke wird ab 1624 berichtet. Hans XIV. von Rochow hinterließ folgendes: Zitat Ao 1624, 1625, 1626 habe ich das Thorhaus gebauet. Wahrscheinlich entspricht der heutige Seitenflügel dem erwähnten Torhaus. Bei Restaurierungsarbeiten wurde nach dem Entfernen alter überlagerter Putzschichten auf beiden Seiten in der Gebäudemitte eine bereits in früher Zeit zugemauerte ehemalige Tordurchfahrt sichtbar. Folgende zitierte Hinweise bestätigen die Annahme eines früheren Wohnhauses. Nachdem Ao 1628 mein Wohnhaus eingefallen, habe ich 1629 das neue Haus angefangen zu bauen und habe daran gebauet 1630, 1631 und 1632. … 1633 habe ich vier große Stuben dielen (Holzfußböden einfügen) lassen und 1634 habe ich wegen meines Söhnleins Hans Ernst die Thüren ins andere Geschoß machen und Tisch, Sims, Schemel, Bänke und Bette hineingeschafft, auch die kleine Stube dielen lassen. Dieses Wohnhaus hatte etwa eine Grundfläche von 283 m² und damit zwei Drittel der Größe des heutigen Herrenhauses erreicht. Es wurde vermutlich auf den Fundamentresten des eingefallenen Vorgängerbauwerkes errichtet. Die Fundamente wurden, wie damals üblich, aus Feldsteinen errichtet und haben eine Stärke von über einen Meter. Sie stammen aus der Mitte des 16. Jahrhunderts und gehören damit zu den ältesten erhaltenen Gebäudeteilen. 1648 erwarb Hans XIV. von Rochow das Gut Stülpe im Tausch gegen das Gut Neuendorf. Hans Ernst I., sein Sohn übernahm 1660 Plessow, der andere Sohn das Anwesen in Stülpe. Im Jahre 1787 trat nun der erwähnte Friedrich Ludwig V. von Rochow, Johanniter und aus der Stülper Seitenlinie stammend, das Erbe in Plessow an, da der Enkel von Hans Ernst I. ohne Erben blieb. Plessow erwartete ihn als Ruine. Ein nahezu verfallenes Fachwerkhaus ließ er abreißen. Friedrich Ludwig V. von Rochow begann mit dem Bau des schlossartigen Herrenhauses, welches mehr als 100 m² größer als der Vorgängerbau werden sollte. Es wurden zwei große Räume im Erdgeschoss sowie darüber ein großer Saal angefügt. Das alte Torhaus entstand als Wohnhaus. In der Zeit von 1850 bis 1870 wurden umfangreiche Umbauarbeiten durchgeführt. Das Dach wurde neu gestaltet, Dachgauben wurden eingebaut und der Saal überwölbt. In fast alle Räume wurden Kamine eingebaut und Parkett löste den Dielenfußboden ab. Diverse Stuckgesimse entstanden als Schmuck der Räume. Ein repräsentatives Vestibül mit gusseisernen Säulen wurde geschaffen. Die Decke des Festsaales erhielt neobarocke Schmuckdetails. Mit dem Tod von Friedrich Ludwig VII. von Rochow, genannt Fritz von Rochow im Jahre 1914 ging der gesamte Plessower Besitz nach heute noch im Kreisarchiv Teltow-Fläming (Luckenwalde) vorliegenden Fideikommissstiftungsunterlagen an dessen Neffen Hans Wichard von Rochow, der wiederum schon Eigentümer der Güter in und um Stülpe war. In den 1920er Jahren wurde am Seitenflügel das Obergeschoss ausgebaut, der so genannte Seeflügel wurde Mitte der 1930er Jahre aus statischen Gründen entnommen. Das Staurecht des Kleinen Plessower Sees beantragte die Familie von Rochow erfolgreich auf mehrere Jahre immer wieder neu. Schloss Plessow war Sommersitz der Familie von Rochow-Stülpe und viele Jahre von der Verwandtschaft, Familie Otto von Rohr, genutzt, zeitweise war eine Wohneinheit an die Familie von Klass vermietet, des Weiteren war in Plessow ein Bereich des Sonderdienstes Seehaus untergebracht. Die Leitung des Gutes in Plessow oblag zumeist dem von Rochowschen Rentamt Stülpe sowie der wesentlich größere Waldbesitz dem Oberförster in Stülpe. Nach Stülpe war Ende der 1920er Jahre ebenso das dort in 1991 wieder sichergestellte Rochowsche Gutsarchiv verlagert worden. 1945 wurde die Familie von Rochow enteignet.
Nach 1945 fanden kleinere Umbauarbeiten statt. Das Herrenhaus wurde kurzzeitig von Kriegsflüchtlingen bewohnt. Von 1948 bis 1951 war eine Wirtschaftsschule des damaligen Landes Brandenburg im Herrenhaus untergebracht. Bis Ende 1963 wurde das Objekt dann als Schulungsstätte des Ministeriums für Außenhandel der DDR genutzt. In dem ehemaligen Herrenhaus des Adelsgeschlechtes mit dem dazu gehörenden weiträumigen Areal befand sich seit 1964 die Zollschule der DDR bzw. seit 1965 bis zur Wende die Fachschule der Zollverwaltung der DDR die ab 1981 den Status eines Instituts mit Hochschulcharakter erhielt. Heute ist darin ein Dienstsitz des Bildungs- und Wissenschaftszentrums der Bundesfinanzverwaltung untergebracht.

## Dorfkirche
Die Kirche in ihrer gegenwärtigen Form entstand zwischen 1866 und 1870 unter der Leitung eines Baumeisters aus der Stülerschule. Sie ist ein einschiffiger neogotischer Feldsteinbau im Tudorstil mit eingerücktem Westturm und polygonalem Chor. Anthrazitfarbene gebrochene Feldsteine sowie dunkelrote Friese und Laibungen stehen im Gegensatz zu den aus den für die Region typischen aus gelben Ziegeln gefertigten Stützpfeilern, Staffelgiebeln, Fialen und dem über hohem Sockelgeschoss ins Achteck überführten Turm. Der 28 Meter hohe Turm beherbergt zwei Bronzeglocken, die von Hand geläutet werden. Der halb- und ganzstündige Glockenschlag wird elektronisch ausgeführt. Unterhalb des Turms befand sich bis 1948 die Gruft derer von Rochow. In der Kirche befindet sich ein Epitaph aus Sandstein von 1660 mit der reliefartigen Darstellung des in diesem Jahr verstorbenen Hans von Rochow in Rüstung und Wappendekor. Über der Westempore befindet sich ein in Grün und Gold gehaltenes Orgelprospekt von 1748. Das Instrument hat zehn Register und stammt von einem Schüler von Joachim Wagner.

## Söhne und Töchter
- Hans von Rochow (1824–1891), Politiker, Mitglied des Preußischen Herrenhauses, geboren auf Gut Plessow
- Friedrich Ludwig VII. von Rochow-Plessow (1858–1914), Ritterschaftsrat, geboren auf Gut Plessow